# Vízum

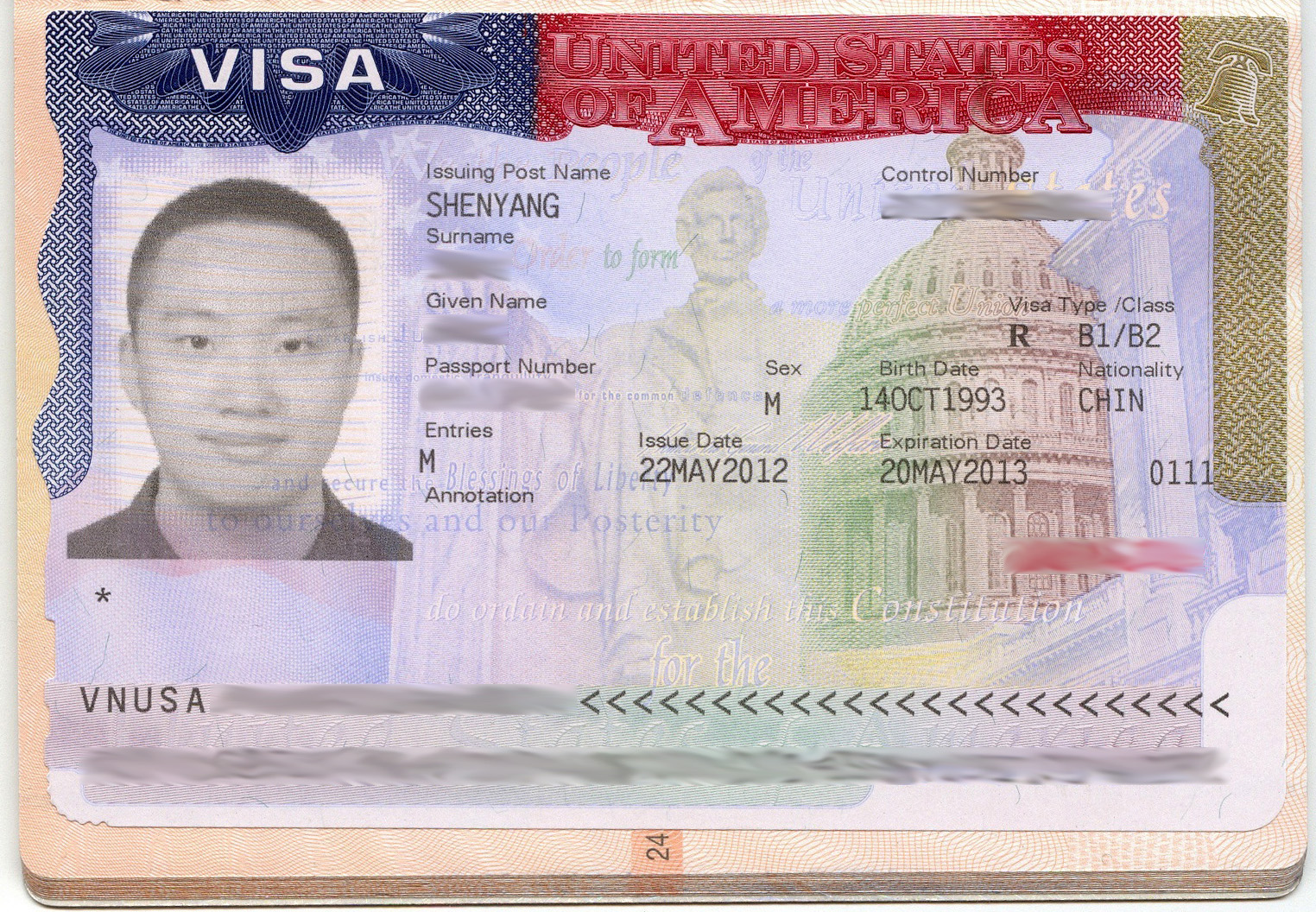
Turistické vízum do Spojených států vydané americkým generálním konzulátem v Číně

Vízum (latinsky carta visa) je dokument povolující vstup, případně opuštění, v určitém období na území státu, který vízum vydal. Vízum bývá vymezeno také důvodem pobytu. Obvykle jde o razítko nebo formulář vlepený do cestovního pasu, někdy je také vydáno jako samostatný dokument.

## Podmínky vydání víza
Některá víza lze udělit při příletu nebo na základě předchozí žádosti na velvyslanectví nebo konzulátu dané země nebo někdy prostřednictvím specializované cestovní kanceláře s povolením vydávající země v zemi odjezdu. Pokud v domovské zemi není ambasáda nebo konzulát, musel by člověk cestovat do třetí země (nebo požádat poštou) a pokusit se tam získat vízum. Potřeba nebo absence víza obecně závisí na občanství žadatele, zamýšlené délce pobytu a činnostech, které si žadatel může přát vykonávat v zemi, kterou navštíví; tyto mohou vymezovat různé formální kategorie víz s různými podmínkami udělování.
Některé, ale zdaleka ne všechny, země mají reciproční vízové režimy: pokud země A vyžaduje, aby občané země B měli vízum, aby tam mohli cestovat, pak země B může uplatnit reciprocitu a vyžadovat vízum od občanů země A. Stejně tak, pokud A umožňuje občanům B vstup bez víza, B může povolit občanům A vstup bez víza.
Příklady takových recipročních vízových režimů jsou mezi:
- Alžírsko  a Kanada
- většina členských států SNS a afrických zemí
- Brazílie a Kanada/členské státy SNS
- Arménie a většina členských států SNS

Za vydání víza může být účtován poplatek; ty jsou obvykle také reciproční, takže pokud země A účtuje občanům země B 50 amerických dolarů za vízum, země B bude často účtovat stejnou částku také návštěvníkům země A. Účtovaný poplatek může být také na uvážení každého velvyslanectví. Podobná reciprocita se často týká délky víza (doba, ve které je povoleno žádat o vstup do země) a množství vstupů, o které se lze s vízem pokusit. Urychlené vyřízení žádosti o vízum pro některé země bude obecně vyžadovat dodatečné poplatky.

## Typy víz v ČR
Vízum se uděluje do cestovního dokladu cizince formou vízového štítku. Všem žadatelům, včetně dětí, se uděluje samostatné vízum, i když je dítě zapsáno v pase rodiče – v tom případě se vylepí do jednoho pasu dva vízové štítky. Víza se dělí do několika typů závisle na tom, k jakým účelům povolují vstup. V České republice se jedná o víza :

### Schengenská (krátkodobá) víza
Udělují se pro pobyt v schengenském prostoru do 90 dnů. Dělí se na dva typy a to - letištní průjezdní vízum, které se obvykle značí písmenem "A" a krátkodobé vízum označující se písmenem "C" a dále se dělí na:
- turistická
- sportovní
- zdravotní
- za účelem obchodních cest
- kulturní
- na pozvání
- oficiální (politické)
- studijní
- za účelem vědeckého bádání
- zaměstnanecké
- za účelem zácviku
- ostatní

Seznam třetích zemí, jejichž občané musí mít při překračování hranic Schengenu vízum, stanoví nařízení EU 2018/1806.
Závazná pravidla pro krátkodobé pobyty určuje Vízový kodex. Mezi státy uplatňující společnou vízovou politiku patří všechny členské státy schengenského prostoru a dále Bulharsko, Rumunsko, Chorvatsko a Kypr.
Evropský cestovní informační a autorizační systém (ETIAS) Archivováno 27. 4. 2020 na Wayback Machine. byl navržen Evropskou komisí v dubnu 2016 a schválen v listopadu 2016. Cestovní povolení ETIAS je podobné jiným vízovým výjimkám jako známý americký systém ESTA (Electronic Travel Authorization System). Očekává se, že systém ETIAS bude plně implementován do konce roku 2021.

### Dlouhodobá víza
Dlouhodobým vízem se obvykle rozumí povolení, které po dobu platnosti opravňuje cizince ke vstupu a pobytu na území a vycestování z území.
Udělují se pro pobyt nad 90 dnů, nejdéle však jeden rok. Udělují se jako dlouhodobé vízum, dlouhodobé vízum za účelem převzetí povolení k dlouhodobému pobytu a dlouhodobé vízum za účelem převzetí povolení k trvalému pobytu (označuje se písmenem "D"). Tato víza se dělí obdobným způsobem jako krátkodobá víza (tedy turistická, zdravotní, politická atd.). 

## Bezvízové pobyty
Do některých států a územních celků mohou občané určitých zemí cestovat bez vízového povolení. V rámci Evropy se jedná například o schengenský prostor, ve kterém mohou občané všech zemí schengenského prostoru svobodně cestovat v rámci celého schengenského prostoru a překračovat vnitřní hranice na kterémkoliv místě.

## Další dokumenty povolující vstup
Mimo klasických víz existují i další způsoby povolení ke vstupu na určitá území. Jedná se například o tzv. vízum ESTA (Electronic System for Travel Authorization – Elektronický systém cestovních povolení), které je možné využít pro vstup do Spojených států amerických. Jedná se o povolení, které je vydáváno členům bezvízového programu (tzv. Visa Waiver Program) a dovoluje členům VWP vstoupit na dopravní prostředek směřující do USA. Na základě předem podané žádosti o povolení poté na území USA rozhodne úředník o vstupu.